# مانوئل ویسنته
مانوئل ویسنته (انگلیسی: Manuel Vicente؛ زادهٔ ۱۵ مهٔ ۱۹۵۶) یک سیاست‌مدار اهل آنگولا است.